# Temple mormon de Bismarck
Le temple mormon de Bismarck est situé à Bismarck, dans l’État du Dakota du Nord, aux États-Unis. Il a été inauguré le 19 septembre 1999.

## Source
- (en) Cet article est partiellement ou en totalité issu de l’article de Wikipédia en anglais intitulé « Bismarck North Dakota Temple » (voir la liste des auteurs).